# VGV U75 Plus

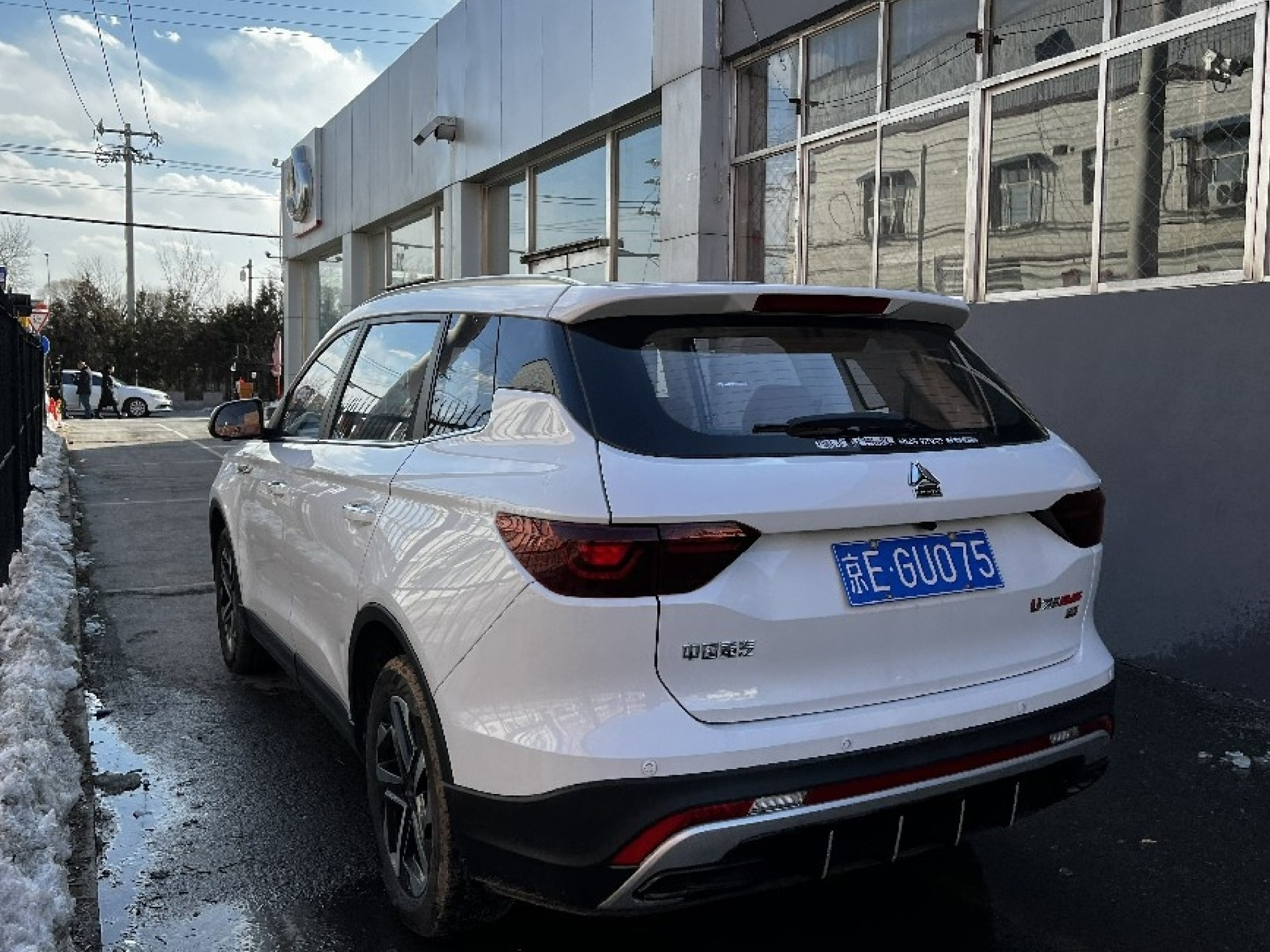
Heckansicht

Der VGV U75 Plus ist ein Sport Utility Vehicle, das von Weichai (Chongqing) Automotive unter der Marke VGV vermarktet wird.

## Modellgeschichte
Vorgestellt wurde das 4,83 Meter lange Fahrzeug auf Basis des U70 am 10. Juni 2021. Nur wenige Tage später erfolgte der Marktstart des bis zu siebensitzen Modells in China. Ende 2023 wurde auch eine Vermarktung in Russland angekündigt. Für diesen Markt wird das Fahrzeug seit Mai 2024 in Belarus gefertigt.

## Technische Daten
Angetrieben wird das SUV von einem aufgeladenen Zweiliter-Ottomotor mit bis zu 165 kW (224 PS) und einem 8-Stufen-Automatikgetriebe.
|                                             | 2.0TGDI                  |                          |
| Markt                                       | Russland                 | China                    |
| Bauzeitraum                                 | seit 05/2024             | seit 06/2021             |
| Motorkenndaten                              |                          |                          |
| Motortyp                                    | R4-Ottomotor             | R4-Ottomotor             |
| Motoraufladung                              | Turbolader               | Turbolader               |
| Hubraum                                     | 1967 cm³                 | 1967 cm³                 |
| max. Leistung bei min−1                     | 146 kW (199 PS) / 5500   | 165 kW (224 PS) / 5500   |
| max. Drehmoment bei min−1                   | 380 Nm / 1800–3600       | 385 Nm / 1800–3600       |
| Kraftübertragung                            |                          |                          |
| Antrieb                                     | Vorderradantrieb         | Vorderradantrieb         |
| Getriebe                                    | 8-Gang-Automatikgetriebe | 8-Gang-Automatikgetriebe |
| Messwerte                                   |                          |                          |
| Höchstgeschwindigkeit                       | 210 km/h                 | 210 km/h                 |
| Beschleunigung, 0–100 km/h                  | 8,2 s                    | 8,2 s                    |
| Leergewicht                                 | 1680 kg                  | 1680 kg                  |
| Kraftstoffverbrauch auf 100 km (kombiniert) | 8,9 l Super              | 8,3 l Super              |
| Tankinhalt                                  | 58 l                     | 58 l                     |